# 何夢枚
何夢枚，清朝政治人物。福建侯官縣人。
何夢枚為監生出身。乾隆三十三年（1768年）八月，出任湖南永順府龍山縣知縣。